# خرامة

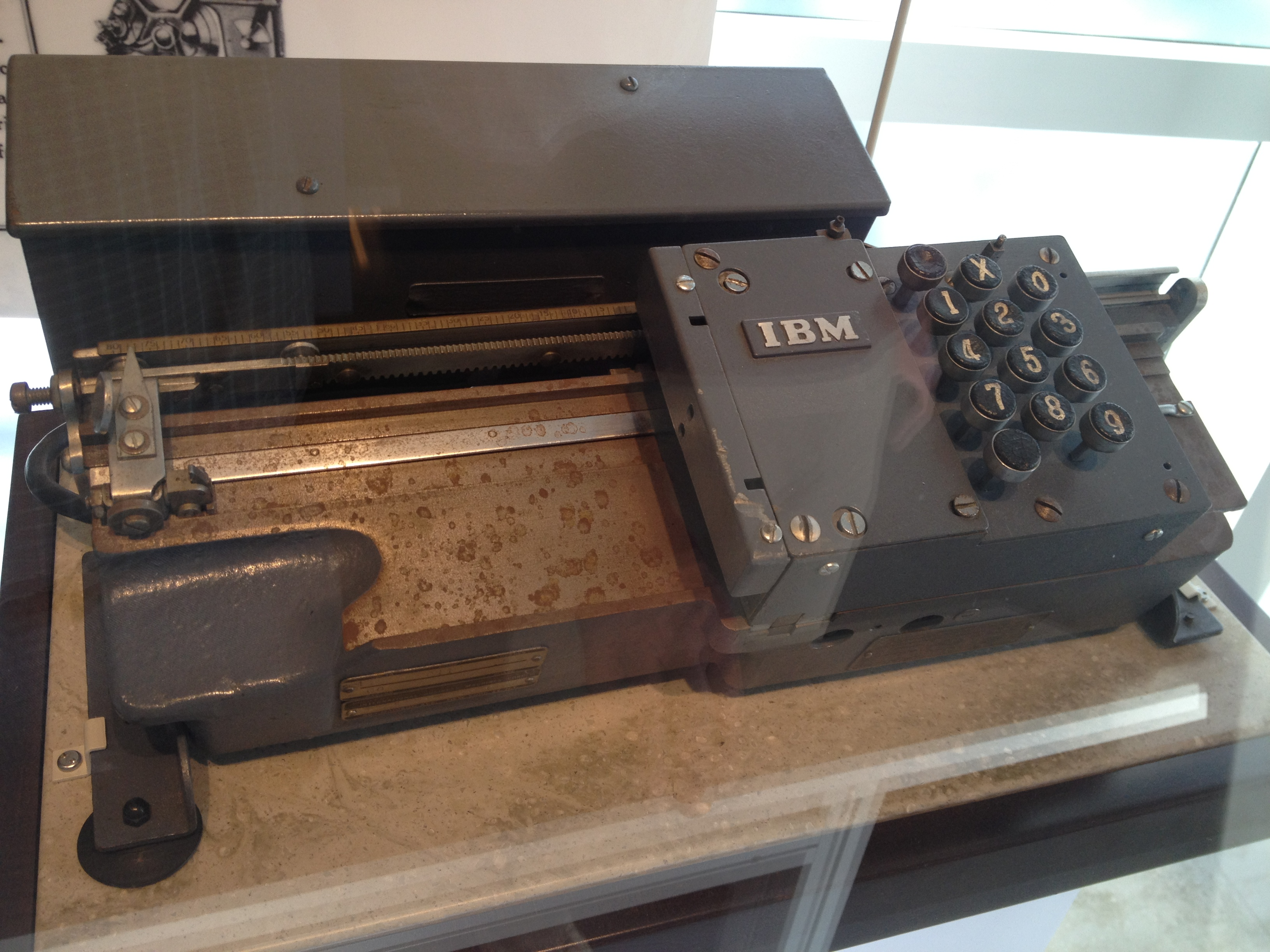
خرامة.

الخرامة (الجمع: خَرَّامَات) هي جهاز يقوم مهمته تحديداً في عمل ثقوب في خرامة البطاقات وبمواقع معينة في البطاقة، حيث تقوم العاملات فيها بضرب مفاتيح الثقوب في تلك الآلة من أجل عمل الثقوب.